# Chandata partita
Chandata partita là một loài bướm đêm trong họ Noctuidae.